# Montorio
Pour les articles homonymes, voir Montorio (homonymie).
Montorio est une commune d'Espagne dans la communauté autonome de Castille-et-León, province de Burgos. Elle s'étend sur 23,53 km2 et comptait environ 188 habitants en 2011.